# کیجی یوشیمورا
کیجی یوشیمورا (انگلیسی: Keiji Yoshimura؛ زادهٔ ۸ اوت ۱۹۷۹) بازیکن فوتبال اهل ژاپن است.
از باشگاه‌هایی که در آن بازی کرده‌است می‌توان به باشگاه فوتبال ناگویا گرامپوس اشاره کرد.